# Аризема скальная
Аризе́ма ска́льная, аризема каменистая (лат. Arisaema saxatile) — многолетнее травянистое клубневое растение, вид рода Аризема (Arisaema) семейства Ароидные (Araceae).

## Ботаническое описание
Раздельнополые многолетние травянистые растения.
Клубень возобновляющийся каждый сезон, сжато-шаровидный, 1—2 см в диаметре.

### Листья
Катафиллов два, кремово-зелёные, чешуевидные, на вершине острые.
Листьев один или два. Черешки зелёные, без пятен, 9—25 см длиной, в основании формирующие ложный стебель. Листовая пластинка состоит из трёх листочков или пальчатораздельная из пяти листочков; листочки сидячие или полусидячие, зелёные, узколанцетовидные или овальные, цельнокраные; боковые листочки 4—12 см длиной, 0,5—2,5 см шириной.

### Соцветия и цветки
Цветоножка появляется из ложного стебля, зелёная, обычно длиннее черешков, 15—28 см длиной. Покрывало зелёное или бледно-зелёное. Трубка воронковидная, 5—6 см длиной и 1—2 см в диаметре, в горловине косоусечённая, немного загнутая; пластинка овально-ланцетовидная, на вершине острая или заострённая.
Початок однополый. Женская зона цилиндрическая, 2—2,5 см длиной и около 0,7 см в диаметре; завязь желтовато-зелёная, веретоновидная; столбик короткий; рыльце головчатое; мужская зона цилиндрическая, около 2,2 см длиной и 4 мм в диаметре; синандрий состоит из двух или трёх тычинок; пыльники фиолетовые, шаровидные, состоят из двух теков, вскрывающихся верхушечной порой. Придаток в мужском початке, сидячий, загнутый или закрученный, бледно-зелёный, в основании узкоцилиндрический, на вершине нитевидный, до 20 см длиной, голый, в основании около 3 мм в диаметре. Придаток в женском початке загнутый, обычно пурпуровый, 4—5 см длиной, намного короче, чем придаток в мужском початке.
Плоды — красные ягоды с 1—4 семянами.

## Распространение
Встречается в Китае (Сычуань, Юньнань).
Растёт в сосновых лесах, на травянистых склонах, на альпийских лугах, на высоте 1600—3400 м над уровнем моря.